# Consum d'aigua

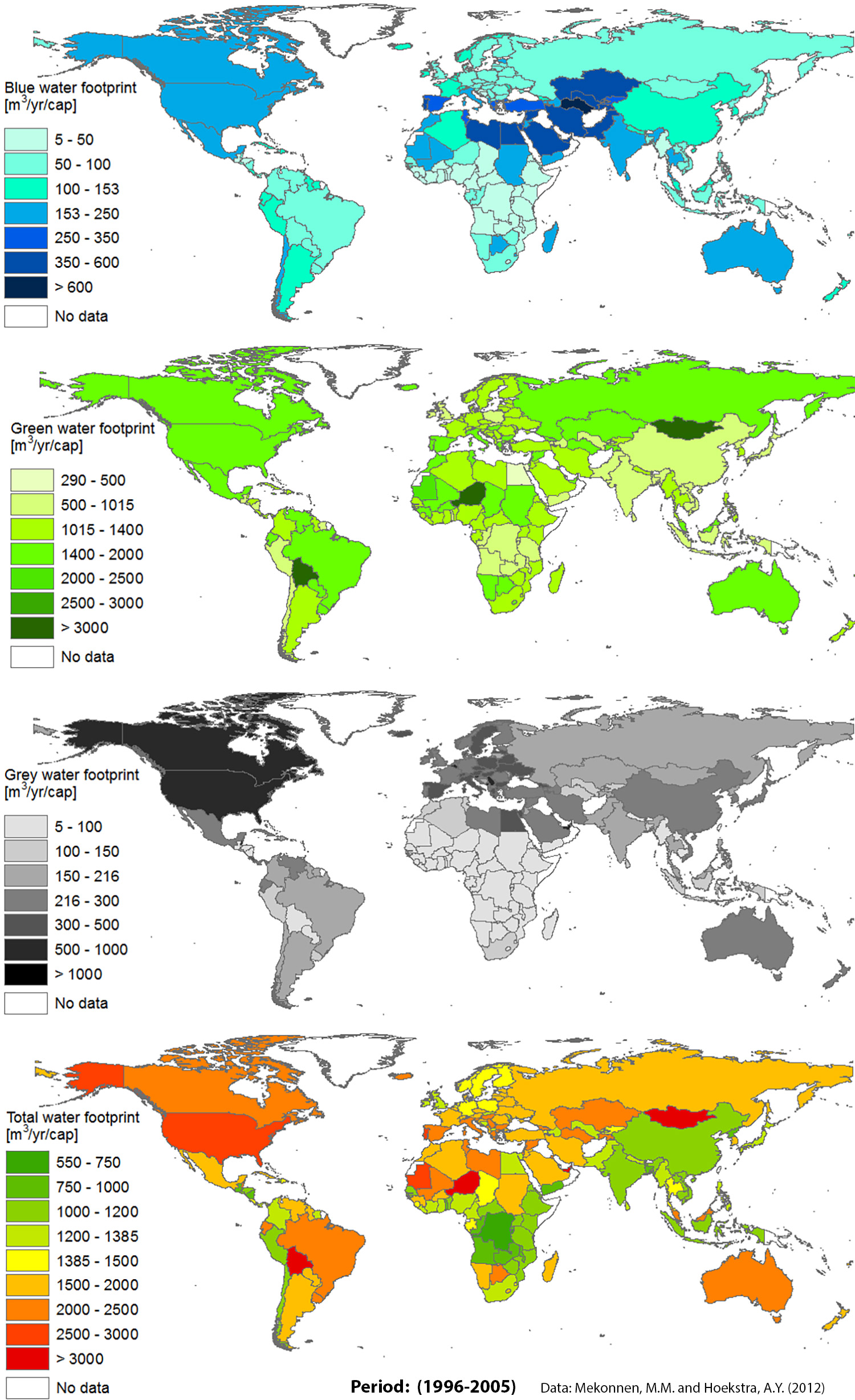
Consum d'aigua per capita.

El consum d'aigua és el volum total d'aigua dolça utilitzada per produir els béns i serveis produïts per una empresa, o consumits per un individu o comunitat.
Aquest terme també és anomenat petjada hídrica o petjada d'aigua que es defineix particularment com a «mètrica o mètriques que quantifica els impactes ambientals potencials relacionats amb l'aigua», d'acord amb la Norma Internacional ISO 14046:2014. L'ús d'aigua es mesura en el volum d'aigua consumida, evaporada o contaminada, ja sigui per unitat de temps per a individus i comunitats, o per unitat de massa per a empreses. La petjada d'aigua es pot calcular per a qualsevol grup definit de consumidors (per exemple, individus, famílies, pobles, ciutats, províncies, estats o nacions) o productors (per exemple, organismes públics, empreses privades o el sector econòmic). La petjada d'aigua és un indicador geogràfic explícit, que no solament mostra volums d'ús i contaminació d'aigua, sinó també les ubicacions. No obstant això, la petjada d'aigua no proporciona informació sobre com l'aigua consumida afecta positiva o negativament als recursos locals d'aigua, els ecosistemes i els mitjans de subsistència.

## Història
El concepte de petjada hídrica va ser introduït en 2002 pel professor Arjen Hoekstra d'UNESCO-IHE com un indicador alternatiu de l'ús de l'aigua. El concepte va ser refinat i els mètodes de comptabilitat es van establir en una sèrie de publicacions realitzades per Ashok Kumar Chapagain i Arjen Hoekstra en l'Institut UNESCO-IHE per a l'Educació. Les publicacions més detalls sobre com calcular les petjades de l'aigua és l'informe de 2004 sobre la «petjada hídrica de les nacions de la UNESCO-IHE». La cooperació entre les institucions globals líders en el camp ha portat a la creació de la Water Footprint Network en 2008 que té com a objectiu coordinar els esforços per desenvolupar i difondre el coneixement sobre els conceptes de petjada hídrica, mètodes i eines.
L'ISO (International Organization for Standardization) va llançar en 2009 un grup mundial per escriure una Norma Internacional. Després de 5 anys de discussions, la norma es va publicar a l'agost de 2014. ISO 14046:2014 - Gestió ambiental - petjada hídrica - principis, requisits i directrius pot ser aplicada als productes, processos o organitzacions; es basa en una avaluació del cicle de vida (segons i compatible amb ISO 14044); és modular; identifica el potencial dels impactes ambientals relacionats amb l'aigua; inclou les dimensions geogràfica i temporal pertinents; identifica la quantitat d'ús de l'aigua i els canvis en la qualitat de l'aigua; i utilitza el coneixement hidrològic. La nova norma ISO 14046 unifica conceptes a nivell mundial en petjada hídrica i passa a ser el referent internacional per a empreses, processos i productes. Arxivat 2015-02-18 a Wayback Machine.

### Fets i xifres
La petjada hídrica mitjana global d'un individu és 1 385 m³ per any. Tot seguit es mostra una taula de la mitjana empremta d'aigua dels residents d'algunes nacions:
| Nació        | Empremta d'aigua anual |
| ------------ | ---------------------- |
| Xina         | 1071 m³                |
| Finlàndia    | 1733 m³                |
| Índia        | 1089 m³                |
| Regne Unit   | 1695 m³                |
| Estats Units | 2842 m³                |

- La petjada hídrica de la Xina és al voltant de 700 metres cúbics per any per capita. Solament prop del 7% de la petjada hídrica de la Xina prové de fora de la Xina.
- Japó té una petjada hídrica total de 1150 metres cúbics per any per capita, al voltant del 65% d'aquesta petjada prové d'exterior del país.
- La petjada hídrica dels EUA és 2.500 metres cúbics per any per capita.
- La petjada hídrica de la població espanyola és 2.325 metres cúbics per any per capita. Al voltant del 36% d'aquesta petjada hídrica s'origina fora d'Espanya.

### Mètode de càlcul
La Norma Internacional ISO 14046:2014 defineix «avaluació de petjada hídrica: recopilació i avaluació de les entrades, sortides i potencials impactes ambientals relacionats amb l'aigua utilitzada o afectats per un producte, procés o organització» i presenta un mètode basat en Anàlisi de Cicle de Vida (ACV) definit per la Norma Internacional ISO 14044.
La petjada hídrica o petjada de l'aigua a diferència de l'aigua virtual, i la Water Footprint Network classifica les fonts d'aigua, és a dir, distingeix entre tres components: l'aigua blava, l'aigua verda i l'aigua grisa. Aquesta classificació, especialment l'aigua grisa, ha sofert crítiques i no és prevista en la Norma Internacional ISO 14046:2014. La petjada d'aigua blava és el volum d'aigua dolça consumida dels recursos hídrics del planeta (aigües superficials i subterrànies). La petjada de l'aigua verda és el volum d'aigua evaporada dels recursos hídrics del planeta (aigua de pluja emmagatzemada en el sòl com a humitat). La petjada d'aigua grisa és el volum d'aigua contaminada que s'associa amb la producció dels béns i serveis. Aquest últim pot ser estimat com el volum d'aigua que cal per diluir els contaminants fins al punt que la qualitat de l'aigua es manté en o per sobre de les normes acordades de qualitat de l'aigua. Les unitats en les quals treballen aquests indicadors depenen del tipus de sector al qual se li mesura la petjada hídrica. Així, per exemple, la petjada hídrica d'un producte de carn X pot mesurar-se en [m³/kg], que representa la quantitat d'aigua necessària per produir un quilo de carn X en tota la cadena de subministrament. D'altra banda, la petjada hídrica d'un individu pot mesurar-se en [m³/any], que representa la quantitat d'aigua consumida al llarg del temps. Aquest indicador pot recolzar millores eficients en les gestions d'aigua i ser un bon suport per prendre consciència sobre els nostres consums hídrics.
Països Baixos i Espanya han mostrat grans avanços en el desenvolupament pràctic de la petjada de l'aigua.
Per al càlcul de la petjada d'un país ja sigui de l'aigua, del carboni o ecològica, s'utilitza àmpliament l'anàlisi input-output, ja que és de gran ajuda enfront del cicle de vida dels productes a nivell macro.
Per a Espanya, el Ministeri de Medi ambient va realitzar el càlcul de la petjada hídrica d'Espanya, les seves comunitats autònomes i les seves demarcacions hidrològiques juntament amb una potent eina de simulació.

### Càlcul
Càlcul en línia de la petjada hídrica:
- Per a la majoria dels països: Càlcul de petjada hídrica individual (anglès) Arxivat 2011-07-25 a Wayback Machine.
- Per a iPhone: calculador WaterAflamed iPhone (anglès)

### Alguns exemples
- 13 000 litres d'aigua són necessaris per produir 1 kg de carn de boví;
- 3 920 litres d'aigua per produir 1 kg de pollastre;
- 3 000 litres d'aigua per produir 1 kg d'arròs;
- 2 700 litres d'aigua per produir 1 samarreta de cotó;
- 2 000 litres d'aigua per produir 1 kg de paper;
- 140 litres d'aigua per a una tassa de cafè.

## En l'alimentació
Els aliments vegetals requereixen molta menys aigua que els d'origen animal, concretament, els cereals, cítrics, llegums i tubercles consumeixen almenys 4 vegades menys aigua que la carn de pollastre, 7 vegades menys aigua que la carn de xai i 10 vegades menys aigua que la carn de vedella. Des d'un punt de vista sobre la petjada hídrica, és molt més eficient obtenir les calories, proteïnes i greixos a partir d'aliments vegetals que d'animals. Per això, l'Institut per l'Educació sobre l'Aigua de la UNESCO diu el següent:
| «                                                                        | Per tal de reduir la pressió sobre el recurs d'aigua mundial a través del consum, les persones tenen l'opció de passar d'una dieta abundant en carn a una dieta vegetariana. | » |
| — Informe de l'Institut per l'Educació sobre l'Aigua de la UNESCO (2010) | |   |

A més a més, a part dels aliments obtinguts a partir de vegetals, trobem també altres anàlegs de la carn que pretenen assimilar-se en contingut proteic, textura i/o gust, i són sosteniblement millors pel mediambient.